# Georg Kurz (Chemiker)
Georg Kurz (* 5. Juni 1929 in Bratislava Tschechoslowakei; † 5. Dezember 2005) war ein Lebensmittelchemiker.
Georg Kurz studierte in Bratislava Biochemie und Lebensmittelchemie, promovierte und habilitierte an der Karls-Universität Prag. 1965 bekam er eine Gastprofessur an der Hochschule für Welthandel in Wien.
Sein 1974 von ihm gegründetes Institut Professor Dr. Kurz GmbH ist heute unter  Institut Kurz GmbH in Köln aktiv.